# Parata del Pride

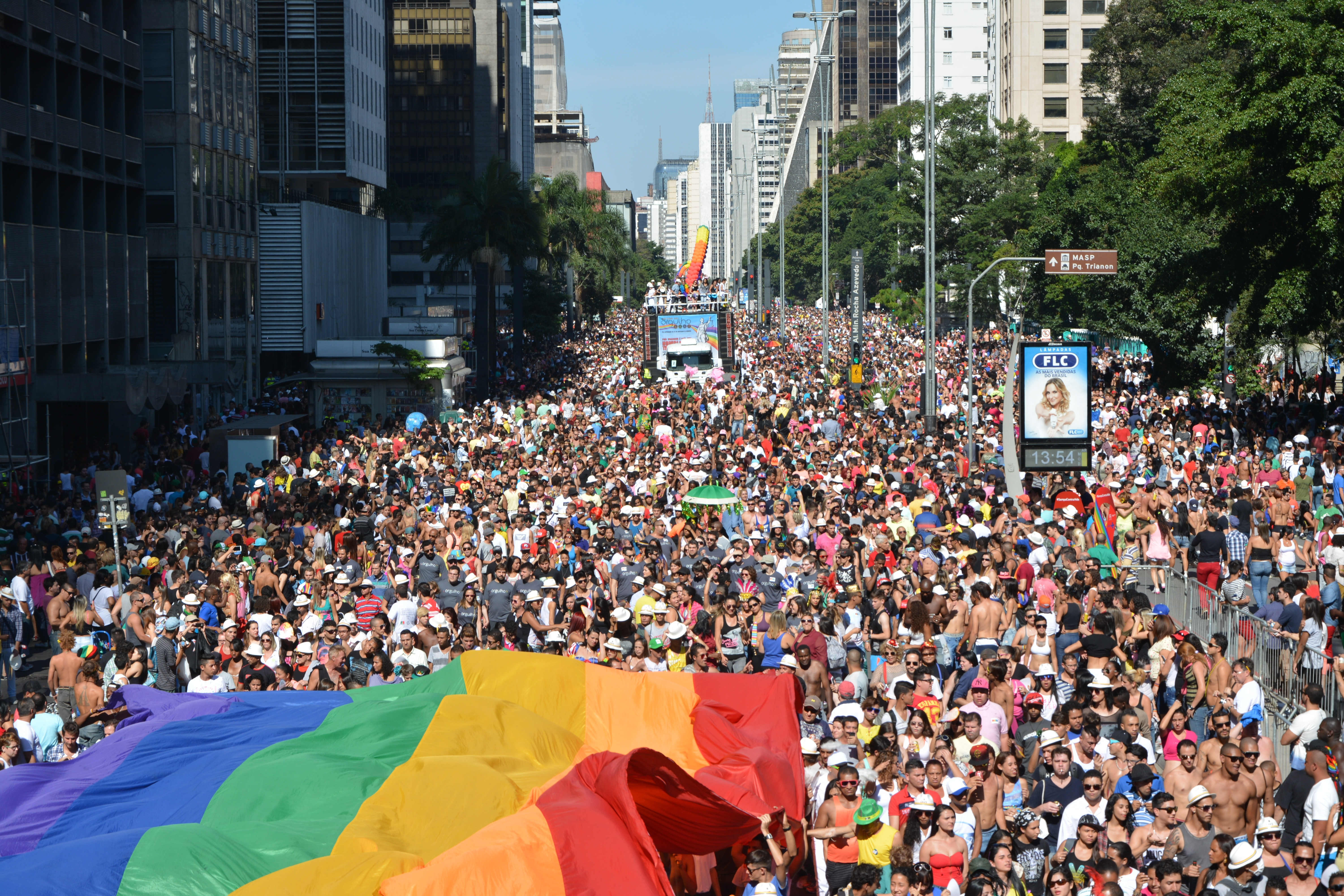
La 18ª parata del Pride di San Paolo del 2014 è stata uno degli eventi più imponenti, con una partecipazione stimata di 2,5 milioni di persone.

La parata del Pride (letteralmente parata dell'orgoglio), nota anche come Pride, marcia dell'orgoglio LGBT, è una manifestazione pubblica aperta a tutti (indipendentemente dall'orientamento sessuale e dall’identità di genere) per celebrare l'accettazione sociale e l'auto-accettazione delle persone lesbiche, gay, bisessuali, transgender, asessuali, non-binarie, intersessuali e queer, dei relativi diritti civili e legali e più in generale l'orgoglio gay. La manifestazione spesso serve anche per rivendicare diritti localmente non ancora acquisiti come il matrimonio tra persone dello stesso sesso o legislazioni meno discriminatorie, più inclusive o tutelative delle persone LGBTQIA+. Questo tipo di evento si svolge in moltissime nazioni del mondo, nella maggior parte dei casi con cadenza annuale e nel periodo del mese di giugno per commemorare i moti di Stonewall avvenuti a New York, momento di svolta epocale per quanto riguarda il movimento LGBTQ+ moderno.
Nel 2019, la parata di New York che celebrava il 50º anniversario dei moti di Stonewall è risultata essere il pride più numeroso di sempre, con cinque milioni di partecipanti nella sola Manhattan.

## Antecedenti
Nel 1965, nei primissimi tempi dei movimenti per i diritti delle persone omosessuali, la notizia che a Cuba venivano allestiti campi di lavoro forzato a cui erano destinati gli omosessuali ispirò l'organizzazione di proteste presso la sede delle Nazioni Unite e di fronte alla Casa Bianca.
Nelle prime ore del mattino di sabato 28 giugno 1969, a New York, nel Greenwich Village di Lower Manhattan, scoppiarono dei violenti disordini in seguito all'ennesimo raid della polizia in un bar frequentato da omosessuali e transgender, lo Stonewall Inn di Christopher Street. L'eco suscitata da quella ribellione diede forza al movimento LGBT che iniziò da allora ad acquisire maggiore visibilità e peso politico-sociale, rivendicando e spesso ottenendo maggiori diritti e maggiore rispetto.

## Le prime parate

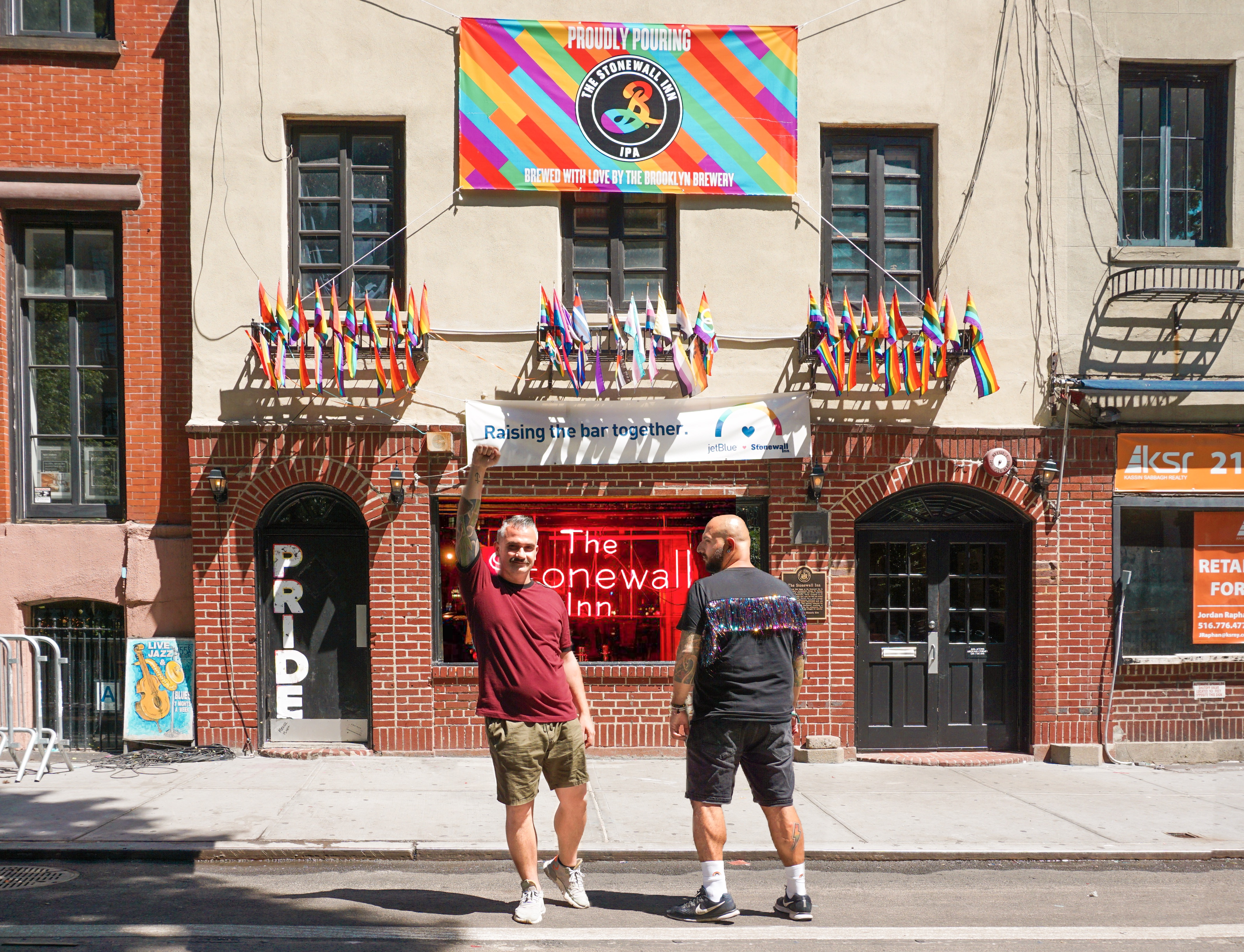
I Gayly Planet davanti allo Stonewall Inn nel Greenwich Village di Manhattan, dove ebbero luogo i moti del giugno 1969, che diedero impulso ai movimenti per i diritti LGBT e furono all'origine delle parate dei Pride di tutto il mondo

A Chicago il 27 giugno 1970, ultimo sabato del mese, l'associazione Chicago Gay Liberation organizzò una marcia che da Washington Square Park ("Bughouse Square") doveva arrivare fino alla Water Tower in corrispondenza della Michigan Avenue ma che si prolungò spontaneamente fino al Richard J. Daley Center. La data venne scelta sia perché i moti di Stonewall dell'anno precedente erano avvenuti l'ultimo sabato del mese sia perché si voleva che la manifestazione fosse il più possibile visibile grazie all'alta affluenza del pubblico ai negozi di Michigan Avenue nella giornata del sabato. Anche le parate successive di Chicago si sono svolte l'ultimo sabato di giugno, data che venne poi scelta per la manifestazione anche in molte altre località.
Il 28 giugno 1970 in California si svolsero due manifestazioni in forma di marcia, una a Los Angeles e l'altra a San Francisco. Nel timore di non ottenere il permesso da parte delle autorità di polizia, gli organizzatori della marcia di Los Angeles scelsero un nome volutamente ambiguo, "Christopher Street West" e l'allora capo della polizia di Los Angeles, Edward M. Davis, rispose inizialmente che "per quanto mi riguarda, concedere il permesso di marciare a un gruppo di omosessuali sarebbe come concederlo a un gruppo di ladri e rapinatori". La commissione di polizia concesse il permesso malvolentieri e comunque dietro la richiesta di un pagamento di oltre 1 500 000 di dollari. Dopo che l'American Civil Liberties Union protestò ufficialmente, la polizia ritirò tutte le condizioni salvo chiedere un contributo di 1 500 dollari per il servizio di sicurezza da parte dei poliziotti. Anche quest'ultima richiesta venne alla fine ritirata dopo che la Corte Suprema della California ordinò alla polizia di concedere il permesso senza condizioni e di fornire la protezione ai manifestanti "come avrebbe fatto per qualsiasi altro gruppo", invocando il principio costituzionale della libertà di espressione. I rischi di disordini erano elevati, dato che uno degli organizzatori continuò a ricevere minacce di morte fino al giorno stesso della manifestazione, tuttavia tutto si svolse in modo pacifico: i manifestanti si ritrovarono in McCadden Place di Hollywood e poi marciarono fino all'Hollywood Boulevard. La rivista LGBT The Advocate riportò che "oltre 1000 tra omosessuali e loro amici hanno dato vita non a una semplice marcia di protesta ma a una vera e propria parata lungo l'Hollywood Boulevard."
Sempre il 28 giugno 1970, i gruppi attivisti di New York organizzarono la loro parata, denominata "Christopher Street Liberation Day" in esplicita celebrazione dei moti di Stonewall dell'anno precedente. Il 2 novembre 1969, con una risoluzione durante l'incontro della Eastern Regional Conference of Homophile Organizations (ERCHO) a Philadelphia, gli attivisti Craig Rodwell, il suo compagno Fred Sargeant, Ellen Broidy e Linda Rhodes proposero l'idea della prima parata gay a New York:
We propose that a demonstration be held annually on the last Saturday in June in New York City to commemorate the 1969 spontaneous demonstrations on Christopher Street and this demonstration be called CHRISTOPHER STREET LIBERATION DAY. No dress or age regulations shall be made for this demonstration.
Proponiamo che ogni anno, nell'ultimo sabato di giugno, a New York si svolga una manifestazione per commemorare le proteste spontanee di Christopher Street e che la manifestazione si chiami "CHRISTOPHER STREET LIBERATION DAY" e che per questa manifestazione non vi siano regole né sull'abbigliamento né sull'età.
Proponiamo anche di contattare le organizzazioni omofile di tutto il paese e di suggerire che organizzino manifestazioni parallele nello stesso giorno. Proponiamo una dimostrazione di sostegno a livello nazionale.»
(Craig Rodwell, Fred Sargeant, Ellen Broidy, Linda Rhodes)
La proposta della marcia ebbe il voto favorevole di tutti i partecipanti alla riunione con l'eccezione della Mattachine Society di New York, che si astenne. Al meeting erano presenti anche membri del Gay Liberation Front (GLF) come ospiti del gruppo di Rodwell, l'Homophile Youth Movement in Neighborhoods (HYMN).
L'organizzazione della marcia di New York iniziò a gennaio 1970 e con fatica perché alcune delle associazioni gay cittadine più importanti, come la Gay Activists Alliance (GAA), opponevano difficoltà per mandare i loro rappresentanti e la Mattachine Society continuava ad avere una posizione scettica. Fu fondato un comitato organizzatore, guidato da Craig Rodwell, Fred Sargeant, Ellen Broidy, il britannico Michael Brown (in seguito deputato conservatore al parlamento del Regno Unito), Marty Nixon e Foster Gunnison, che si occupò di trovare i finanziamenti necessari. Nella convinzione che una giornata festiva avrebbe attirato più partecipanti, il comitato fissò la data per la parata al 28 giugno 1970, una domenica. Quando nell'aprile 1970 Michael Kotis divenne presidente di Mattachine al posto di Dirk Leitsch, terminò anche ogni residua opposizione alla marcia da parte di questa associazione.
Facevano parte del comitato organizzatore anche Judy Miller, Jack Waluska, Steve Gerrie e soprattutto Brenda Howard, una donna bisessuale, che ebbe un ruolo decisivo nel lavoro di coordinamento e preparazione, tanto da essere considerata "la madre del Pride". In merito al ruolo di Brenda Howard, l'attivista bisessuale Tom Limoncelli dichiarò in seguito "se qualcuno vi chiede perché esiste la marcia dell'orgoglio omosessuale o perché giugno è il mese del Pride, ditegli che è perché una donna bisessuale di nome Brenda Howard pensava che così dovesse essere".

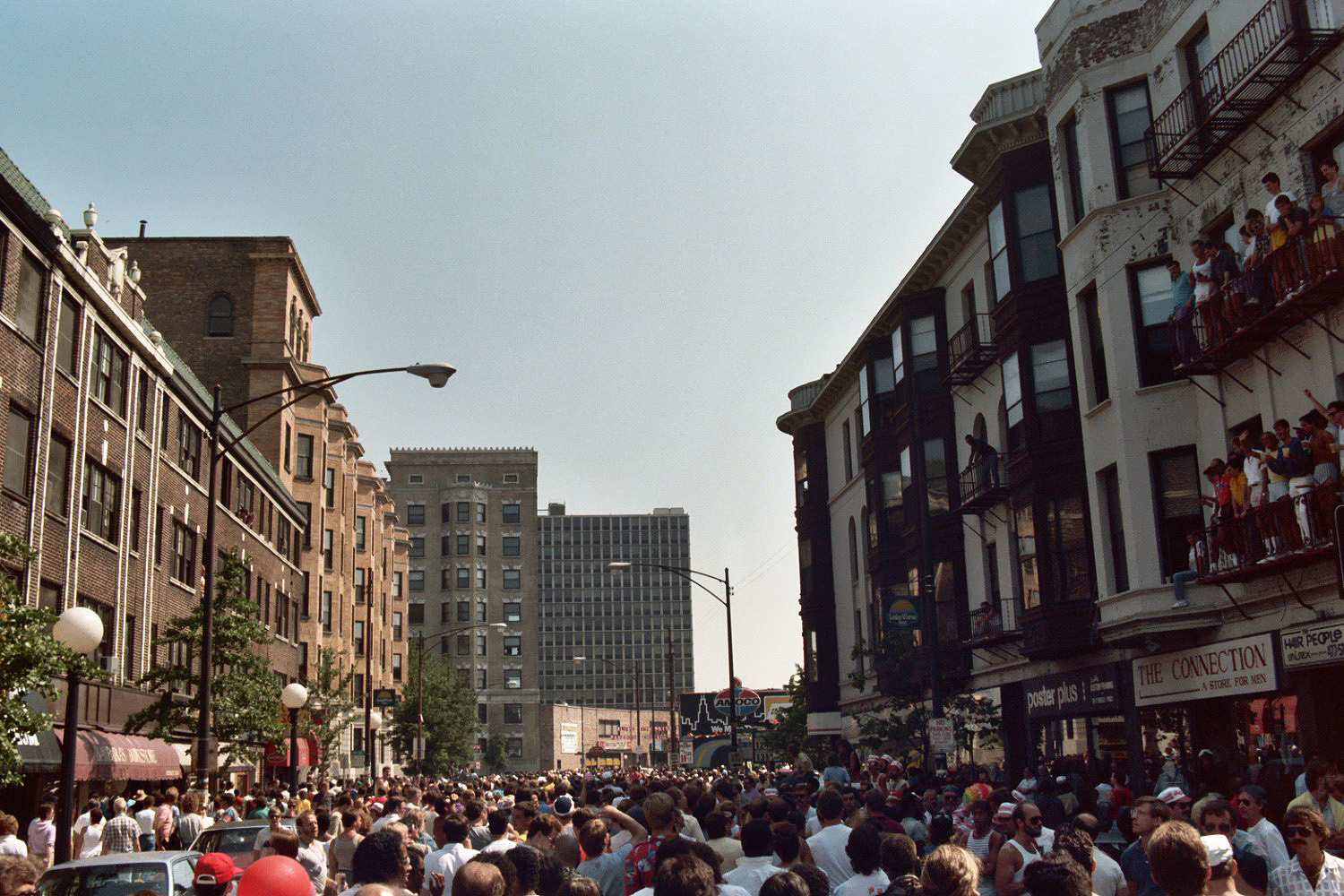
Marcia dell'orgoglio a Lakeview (Chicago) del 1985

Le prime marce erano sia serie che a carattere festoso e servirono da ispirazione al sempre più ampio movimento degli attivisti; furono ripetute negli anni a seguire e ogni anno si svolsero in un numero di città del mondo crescente. Ad Atlanta e New York le marce erano chiamate "Marce di liberazione gay" (Gay Liberation Marches) e il giorno del loro svolgimento "Giorno di liberazione gay" (Gay Liberation Day); a Los Angeles e San Francisco divennero note come "Marce della libertà gay" (Gay Freedom Marches) e il giorno di svolgimento come "giornata della libertà gay (Gay Freedom Day). Questi nomi si diffusero via via che altre città, comprese quelle di minori dimensioni, iniziarono ad avere le loro manifestazioni. L'ideologia alla base delle parate è una critica alla logica che stabilisce cosa sia "eteronormativo" e "normale" o "giusto" e pertanto considera come atto di dissidenza sociale qualsiasi azione che appaia come "omosessuale". La parata rompe questo schema esibendo la cultura queer apertamente nella società. Le marce e le parate si diffusero in tutto il mondo: a Londra il primo gay pride rally si svolse il 1º luglio 1972, a tre anni di distanza dai moti di Stonewall.
Durante gli anni ottanta avvenne un cambiamento culturale nel movimento gay: i comitati organizzatori vennero diretti da attivisti meno radicali che eliminarono dal nome termini come "liberazione gay" e "libertà gay" sostituendoli con "Gay Pride", "orgoglio gay".

## Descrizione

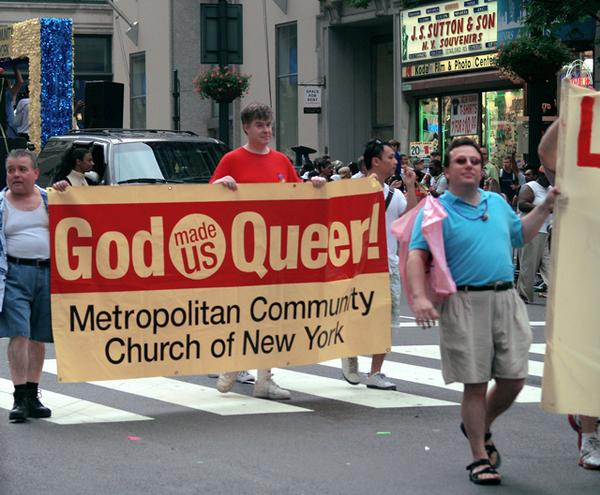
Pride Parade a New York, 2008

Molti pride mantengono tuttora il loro carattere originario di manifestazione politica e di attivismo, soprattutto nelle nazioni meno aperte nei confronti dell'omosessualità. In generale, il carattere dell'evento dipende notevolmente dal contesto politico, economico e religioso delle varie località. Nelle città più aperte all'accettazione, il corteo assume un carattere festivo e colorato e l'aspetto politico rimane ancorato al concetto di celebrazione. I cortei più grandi prevedono carri, ballerini, drag queen e musiche ad alto volume; tuttavia anche questi cortei normalmente includono elementi politici ed educativi, come per esempio la partecipazione di politici locali e di associazioni pro-diritti LGBTQ+ di vario tipo; in alcune realtà partecipano anche rappresentanti di confessioni religiose gay friendly come la Metropolitan Community Church, la Chiesa unita di Cristo e le chiese unitariane universaliste, associazioni di genitori di figli LGBT e associazioni di dipendenti LGBT di grandi aziende.
Anche i cortei dal tono più festoso mantengono momenti dedicati al ricordo delle vittime dell'AIDS e della violenza omofoba. Gli eventi più importanti sono finanziati dalle istituzioni pubbliche e da sponsor privati e in alcuni casi promosse come attrazione turistica delle città ospitanti. In alcune nazioni questi eventi vengono chiamati anche "Pride Festival" e si svolgono in parchi pubblici o aree pedonalizzate delle città, con tanto di chioschi informativi, concerti musicali, ristoranti e bar all'aperto, concorsi ed eventi sportivi. La linea di demarcazione tra spettatori e partecipanti in alcuni casi non è netta, mentre lo diviene chiaramente nei casi in cui compaiono episodi di ostilità.
Sebbene ai moti di Stonewall e agli avvenimenti successivi parteciparono a pieno titolo donne lesbiche e persone transgender e bisessuali, oltre che omosessuali maschi di ogni colore e provenienza sociale, storicamente questi eventi vennero chiamati gay, termine che all'epoca esprimeva in senso generale tutto l'intero spettro che costituisce la comunità LGBTQ+.
A cavallo tra gli anni settanta e gli anni ottanta, con il cambio generazionale e la progressiva scomparsa o disimpegno dei partecipanti diretti ai moti di Stonewall e degli organizzatori dei primi eventi, avvenne anche un cambio nel linguaggio, con l'introduzione di terminologie più precise e inclusive, che talvolta provocarono resistenza soprattutto tra le comunità meno informate sugli eventi storici, e cambiamenti nel nome delle manifestazioni, qualificate prima come "gay e lesbica" e infine LGBTQ+ o semplicemente "Pride".

## Principali eventi nel mondo

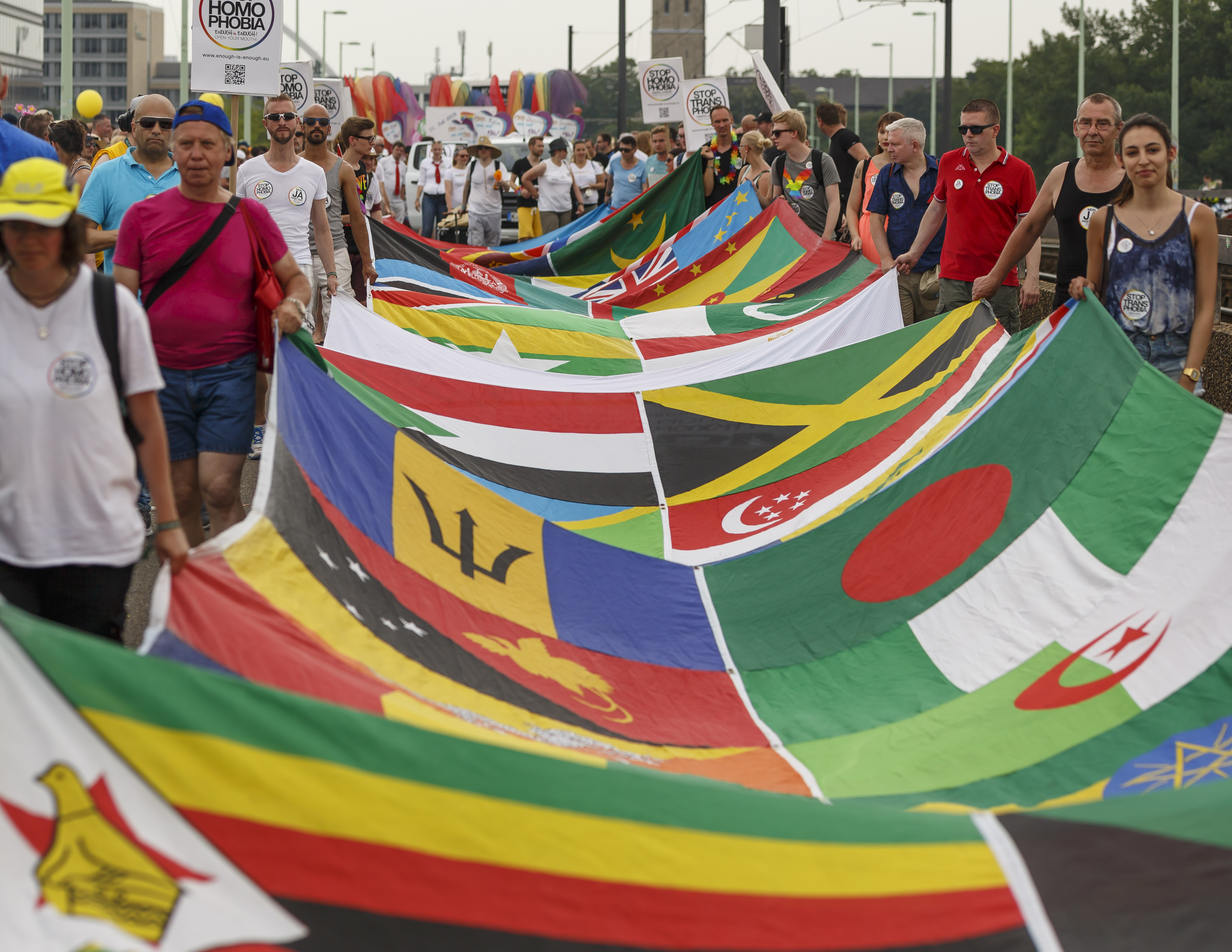
Attivisti LGBT al Pride di Colonia 2015 portano uno striscione con le bandiere degli allora 72 Stati in cui l'omosessualità è illegale

### Africa

#### Mauritius
A partire dal giugno 2006, nella città di Rose Hill si svolge la Rainbow Parade Mauritius, organizzata dal Collectif Arc-en-Ciel, un'associazione non governativa LGBTI di Mauritius, in collaborazione con altri gruppi non governativi locali.

#### Sudafrica

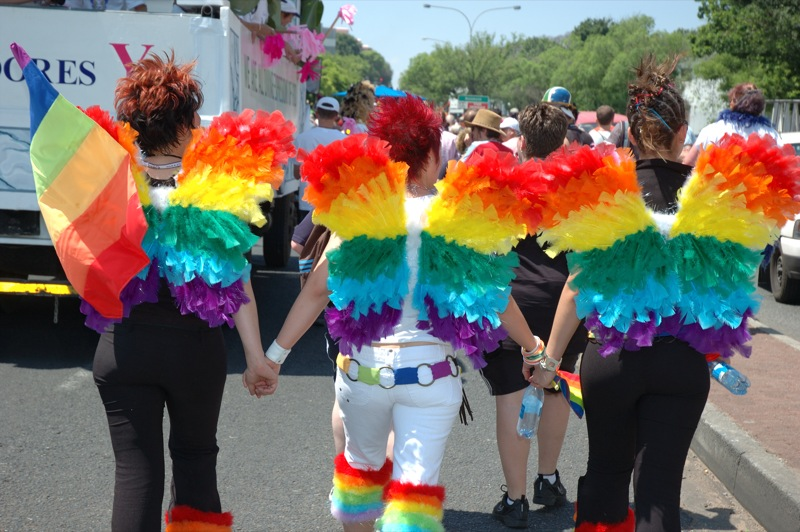
Donne alla marcia del Joburg Pride del 2006

La prima parata del pride in Sudafrica si svolse a Johannesburg il 13 ottobre 1990, verso la fine dell'apartheid e fu il prime evento di questo tipo su tutto il continente africano. La Sezione Nove della Costituzione del Sudafrica del 1996 stabilisce i principi di uguaglianza di fronte alla legge e di libertà da qualsiasi discriminazione anche sulla base dell'orientamento sessuale.
Il comitato organizzatore dello Joburg Pride del 2013 si spaccò in seguito a un conflitto interno sulla questione se l'evento dovesse continuare a mantenere un significato politico. A maggio 2013 venne costituito un nuovo comitato alternativo con l'obiettivo di organizzare un "Pride del popolo" che era "inteso come un movimento inclusivo ed esplicitamente politico per la giustizia sociale".
Nell'area di Johannesburg si svolgono ogni anno pride a Soweto (Soweto Pride) e a KwaThema (eKurhuleni Pride) una cittadina dell'Rand orientale. Altri pride si svolgono a Città del Capo (Cape Town Pride e Khumbulani Pride), a Durban, a Port Elizabeth (Nelson Mandela Bay Pride) e a Polokwane nel Limpopo (Limpopo Pride).

#### Uganda
Il primo pride in Uganda ebbe luogo ad Entebbe nell'agosto 2012, come atto di protesta contro il trattamento riservato dal governo ai cittadini LGBTQ+ e contro il tentativo del parlamento ugandese di approvare una durissima legge sulla sodomia, nota al pubblico come Kill the gays bill ("legge ammazza-gay") che prevedeva in prima stesura la pena di morte e in lettura definitiva l'ergastolo per "omosessualità aggravata". Un secondo pride si svolse sempre a Entebbe il successivo agosto 2013. La legge venne comunque promulgata nel dicembre 2013 ma il 1º agosto 2014 venne dichiarata invalida dalla Corte costituzionale dell'Uganda sulla base di considerazioni tecniche e procedurali. Il 9 agosto 2014 si svolse un terzo pride ad Entebbe nonostante l'intenzione del governo (poi ritirata) di appellarsi contro la sentenza della Corte e di reintrodurre la legge e nonostante l'omosessualità rimanesse illegale.

### Asia

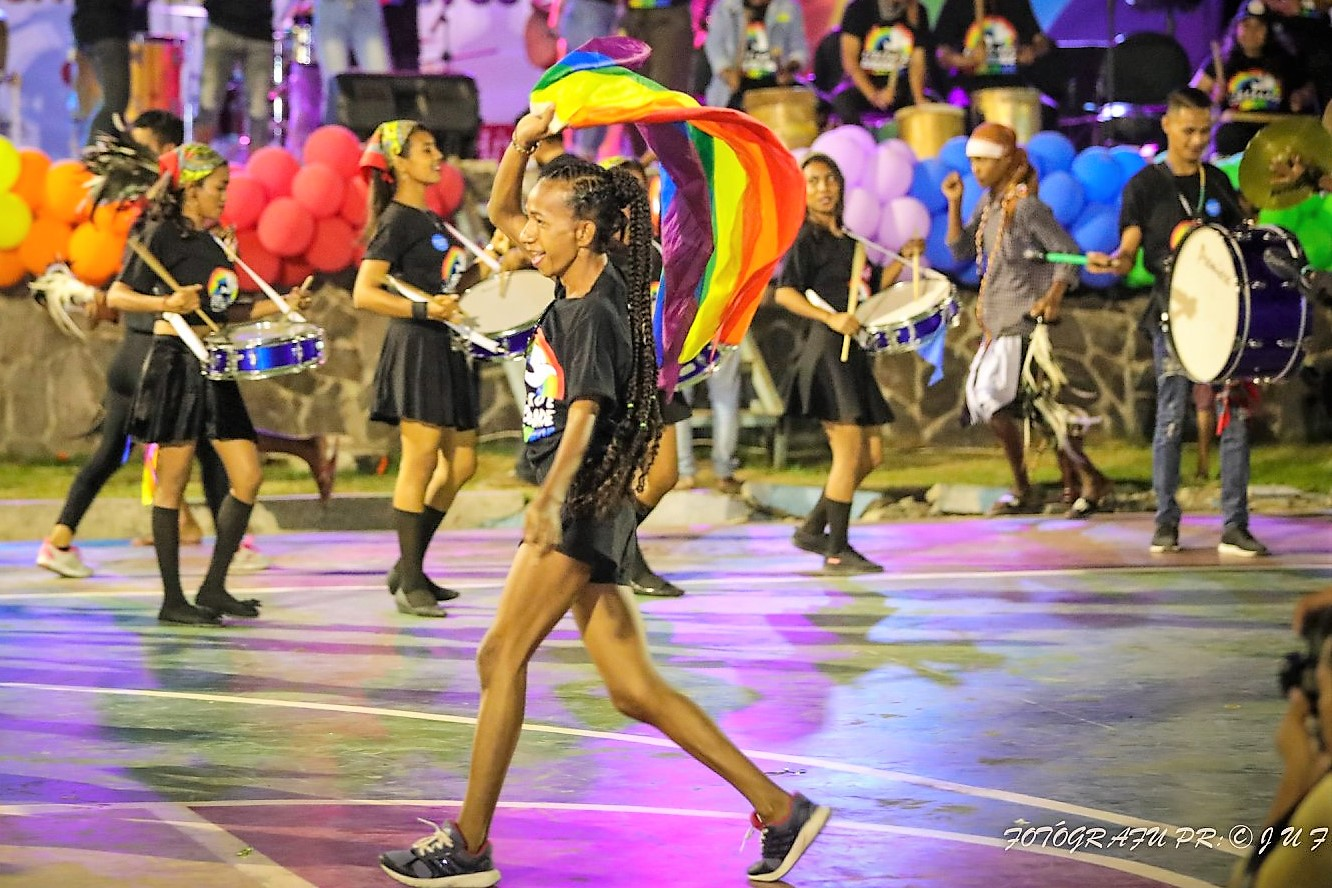
Marcia del Pride del 2019 a Dili, Timor Est

#### Corea del Sud
Nella Corea del Sud i "Festival della cultura queer" consistono in parate e altri eventi LGBT correlati, come festival del film. Al 2020 sono attivi otto festival della cultura queer a Seul (dal 2000), Taegu (dal 2009), Pusan (dal 2017), Jeju (dal 2017), Jeonju (dal 2018), Gwangju (dal 2018) e Incheon (dal 2008).

#### Filippine
Il primo pride nelle Filippine si svolse il 26 giugno 1994 a Quezon City per commemorare il 25º anniversario dei moti di Stonewall. Il corteo, organizzato dall'associazione LGBT ProGay e dalla Metropolitan Community Church di Manila, sfilò da Quezon Avenue fino al Quezon City Memorial Circle, dove si tenne anche una messa e vennero espressi messaggi di solidarietà da parte di varie associazioni e singole persone.
Nel 1996, 1997 e 1998 la Reachout AIDS Foundation organizzò altri cortei a Malate, Manila. Nel 1998 una marcia dell'orgoglio gay e lesbico entrò a far parte delle celebrazioni ufficiali previste per i festeggiamenti del centenario della creazione della Repubblica delle Filippine. La sfilata culminò con la partecipazione dell'allora presidente Joseph Estrada che si unì al corteo al Luneta Park di Manila.
Nel 1999 venne costituita la Task Force Pride Philippines (TFP), una rete di associazioni e persone LGBT o vicine alla causa LGBT, che da allora organizza la marcia dell'orgoglio di Manila. Nel 2003 fu presa la decisione di spostare la data di svolgimento da giugno a dicembre in modo da coincidere con la giornata mondiale contro l'AIDS (1º dicembre), la giornata nazionale delle lesbiche (8 dicembre) e la giornata mondiale dei diritti umani (10 dicembre).
Il 10 dicembre 2005 a Manila si svolse la prima marcia della libertà LGBT; preoccupati per la situazione contingente di crisi economica e politica e delle conseguenze minacce alle libertà individuali, comprese quelle legate alle minoranze sessuali, uno degli obiettivi della manifestazione era sollecitare una serie di cambiamenti strutturali al sistema sociale.
Al 21º pride di Metro Manila del 25 luglio 2015 hanno partecipato 2 000 persone.
All'edizione nazionale del 2018 del Metro Manila Pride March and Festival, aperta il 30 giugno al Marikina Sports Complex con il tema #RiseUpTogether, parteciparono almeno 25 000 persone, con un incremento del 225% rispetto all'anno precedente, risultando così il pride più grande del Sud-est asiatico fino a quel momento.

#### Giappone

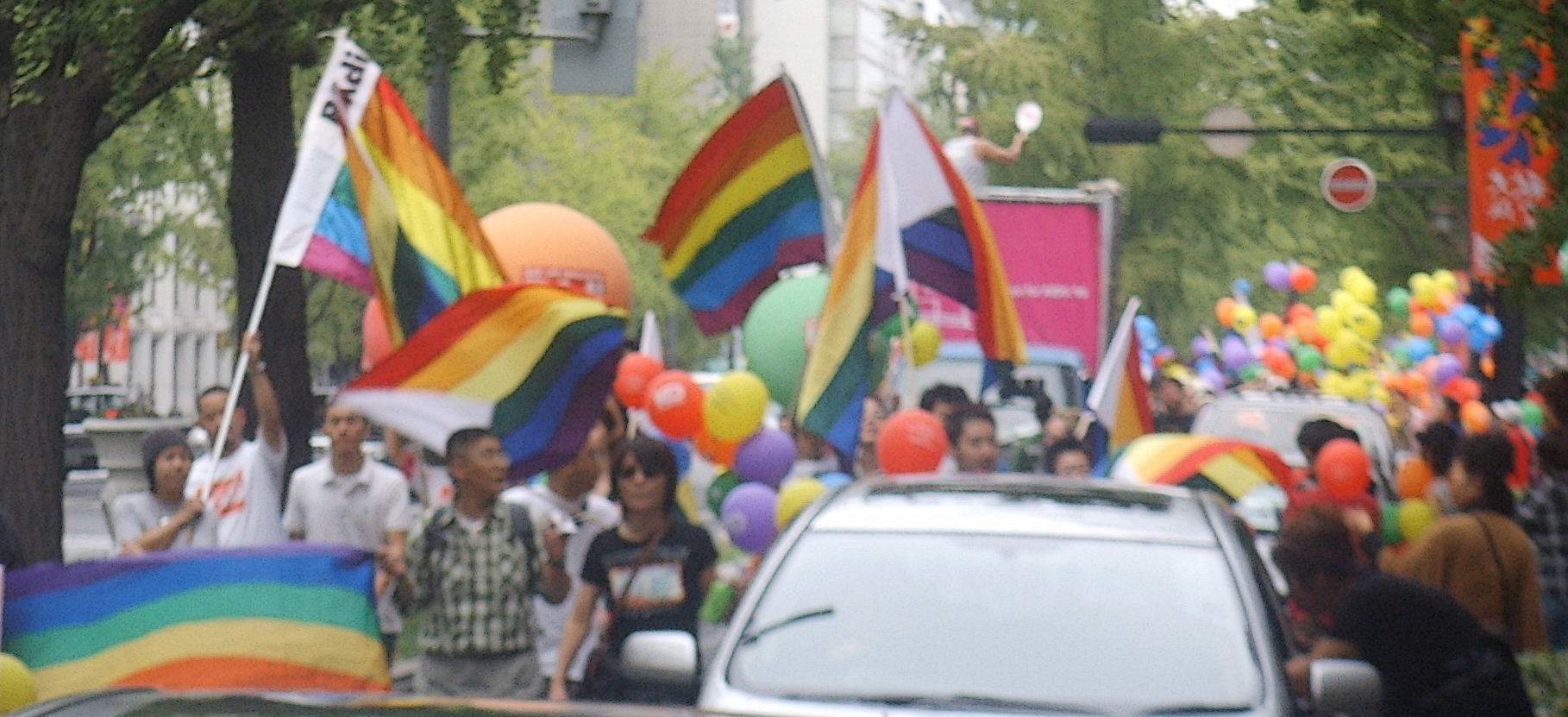
Prima parata del pride ad Osaka, nel 2006.

La prima parata del pride in Giappone si svolse a Tokyo il 28 agosto 1994 (il nome "parata del pride" venne adottato solo nel 2007). Nel 2005 venne costituita un'istituzione amministrativa, la Tokyo Pride, con il compito di garantire lo svolgimento annuale della manifestazione. Il numero dei partecipanti è cresciuto dalle 2 000 persone nel 2000 fino a stabilizzarsi attorno alle 4 500 persone nel 2010. Per mobilitare un maggior numero di persone, soprattutto i giovani, gli organizzatori invitano spesso personaggi famosi e puntano a presentare un'immagine molto positiva dell'evento.
Altre città sedi di pride in Giappone sono Sapporo (con il nome di "Marcia arcobaleno") dal 1996 al 1999 e dal 2001 al 2012; Kōbe dal 2006; Hakata dal 2007.

#### Hong Kong

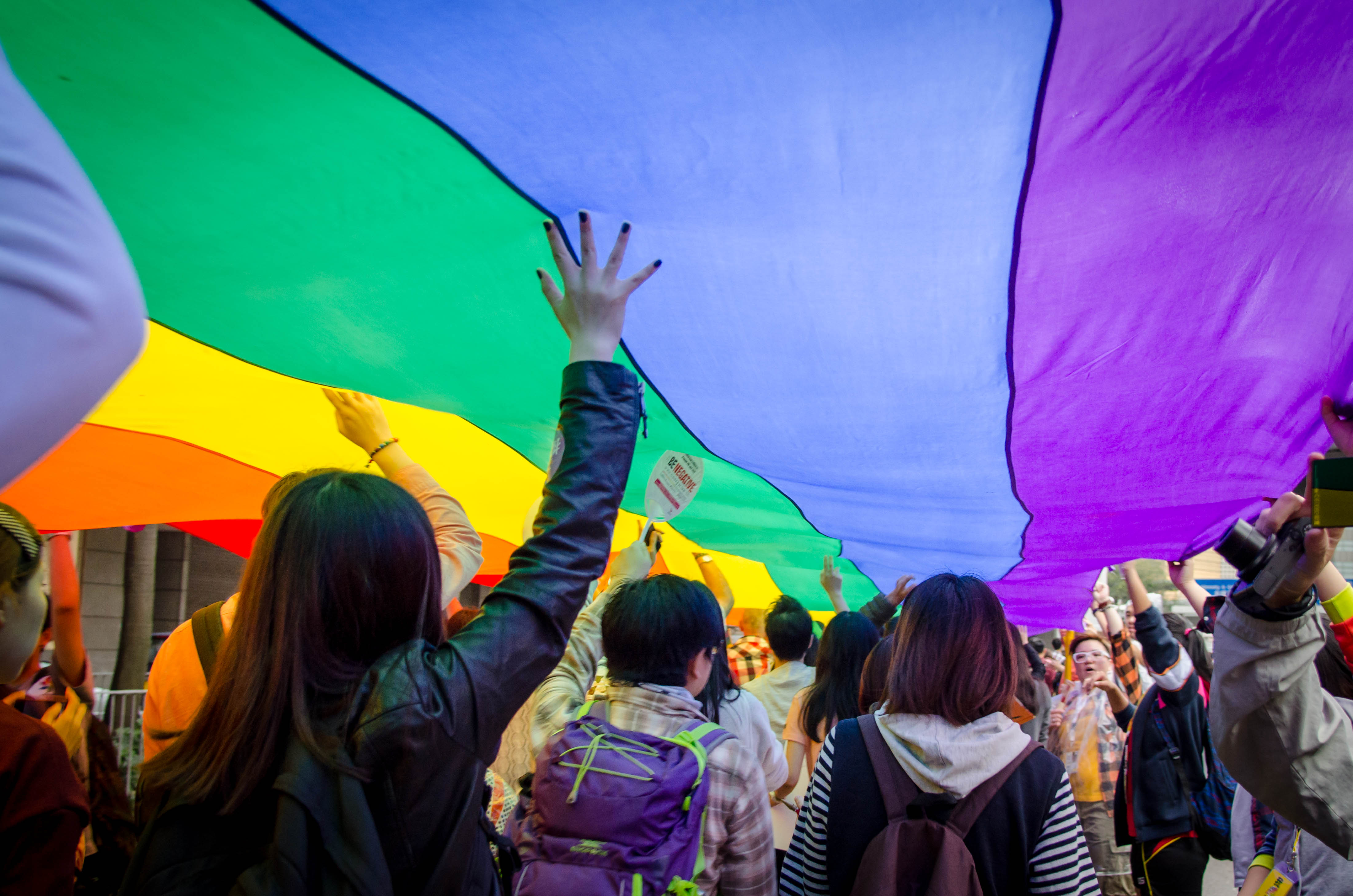
Hong Kong pride del 2014

La prima parata del pride a Hong Kong si svolse il 16 maggio 2005 sotto lo slogan "Trasforma la paura in amore" (Turn Fear into Love), auspicando l'accettazione e l'attenzione reciproca tra i generi e le minoranze sessuali in un contesto sociale diversificato e amichevole.
Il pride di Hong Kong Pride del 2008 superò i mille partecipanti, divenendo così il secondo pride più partecipato dell'Asia orientale dopo quello di Taipei. Nel 2013 vi furono oltre 5 200 partecipanti. Il pride si è svolto sempre ogni anno, con l'eccezione del 2010 quando fu annullato per carenza di fondi.
Al pride del 2018 si raggiunse la cifra record di 12 000 partecipanti e durante l'evento la polizia arrestò un manifestante con l'accusa di atti contrari alla pubblica decenza.

#### India

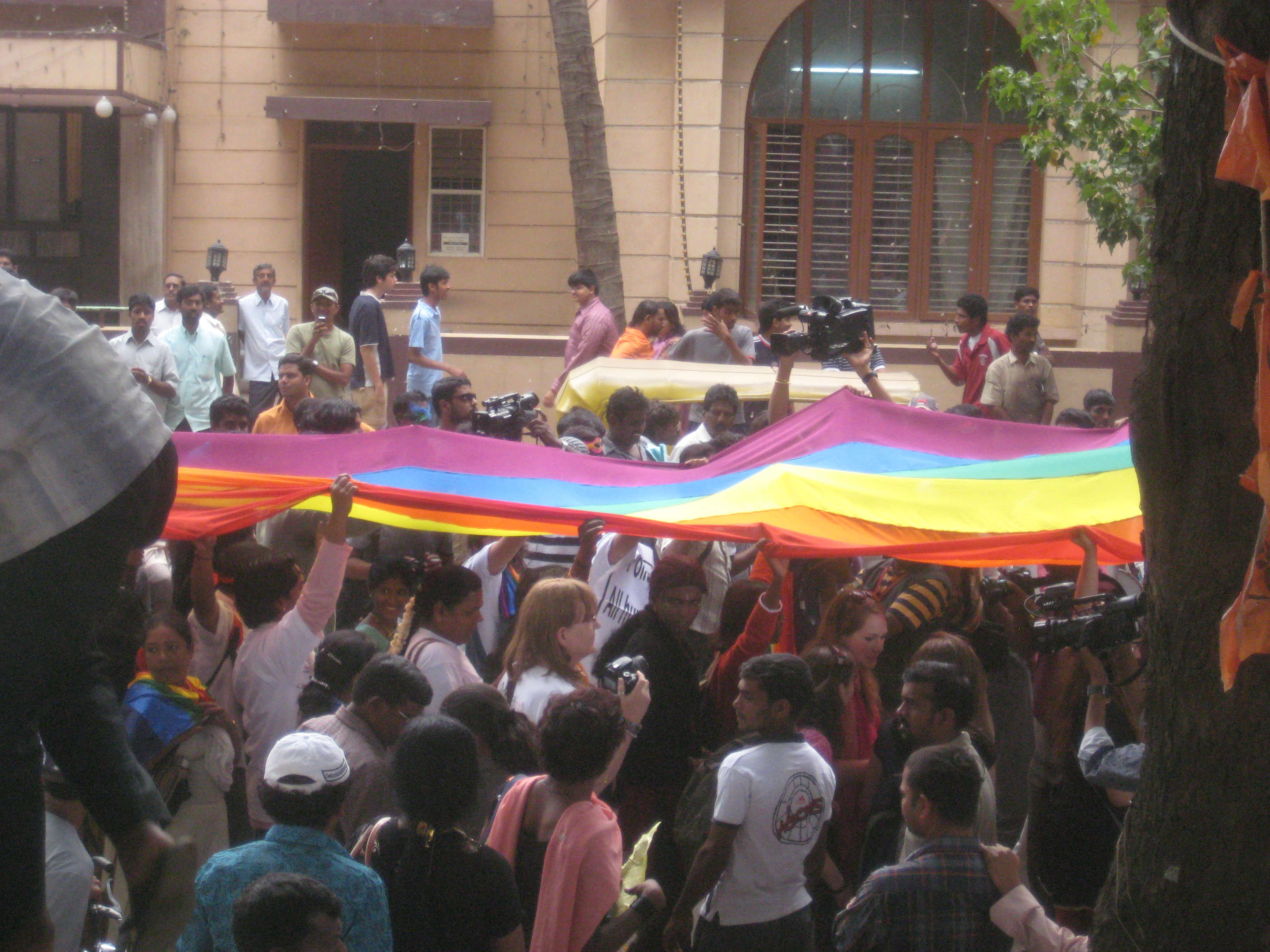
Marcia del Pride a Bangalore (2013).

Il 29 giugno 2008 si svolsero quattro eventi coordinati a Delhi, Bangalore, Pondicherry e Kolkata, con una partecipazione complessiva di 2200 persone. Per tutte queste città si trattò del primo evento di questo tipo, con l'eccezione di Kolkata dove c'era stato un precedente nel 1999, il primo in assoluto nel sud-est asiatico divenuto poi un evento annuale regolare a partire dal 2003. Le parate furono considerate un successo, dato che nessun gruppo di destra attaccò o protestò contro il loro svolgimento, nonostante il partito di opposizione BJP avesse espresso il suo dissenso rispetto al concetto stesso di parata del pride.
Il 30 giugno 2008 l'allora primo ministro Manmohan Singh lanciò un appello a una maggior tolleranza sociale nei confronti dell'omosessualità durante un evento collegato all'AIDS. Il 16 agosto 2008 (giorno successivo al giorno dell'indipendenza dell'India), la comunità omosessuale di Mumbai tenne il suo primo pride ufficiale (in passato c'erano stati altri pride di tipo informale) per chiedere una revisione delle leggi statali contro l'omosessualità. Il 2 luglio 2009 l'alta corte della capitale indiana, Delhi, sentenziò che i rapporti omosessuali tra adulti consenzienti non costituiscono un atto criminale tuttavia la Corte Suprema nel 2013, su pressione di potenti gruppi religiosi e conservatori, ribaltò tale decisione ristabilendo la criminalizzazione dell'omosessualità.
Parate del pride si sono svolte anche in alcune città indiane più piccole come Nagpur, Madurai, Bhubaneswar e Thrissur. La partecipazione ai pride è cresciuta in modo significativo a partire dal 2008: nel 2010 sono state stimate 3 500 persone a Delhi e 1 500 a Bangalore.

#### Israele

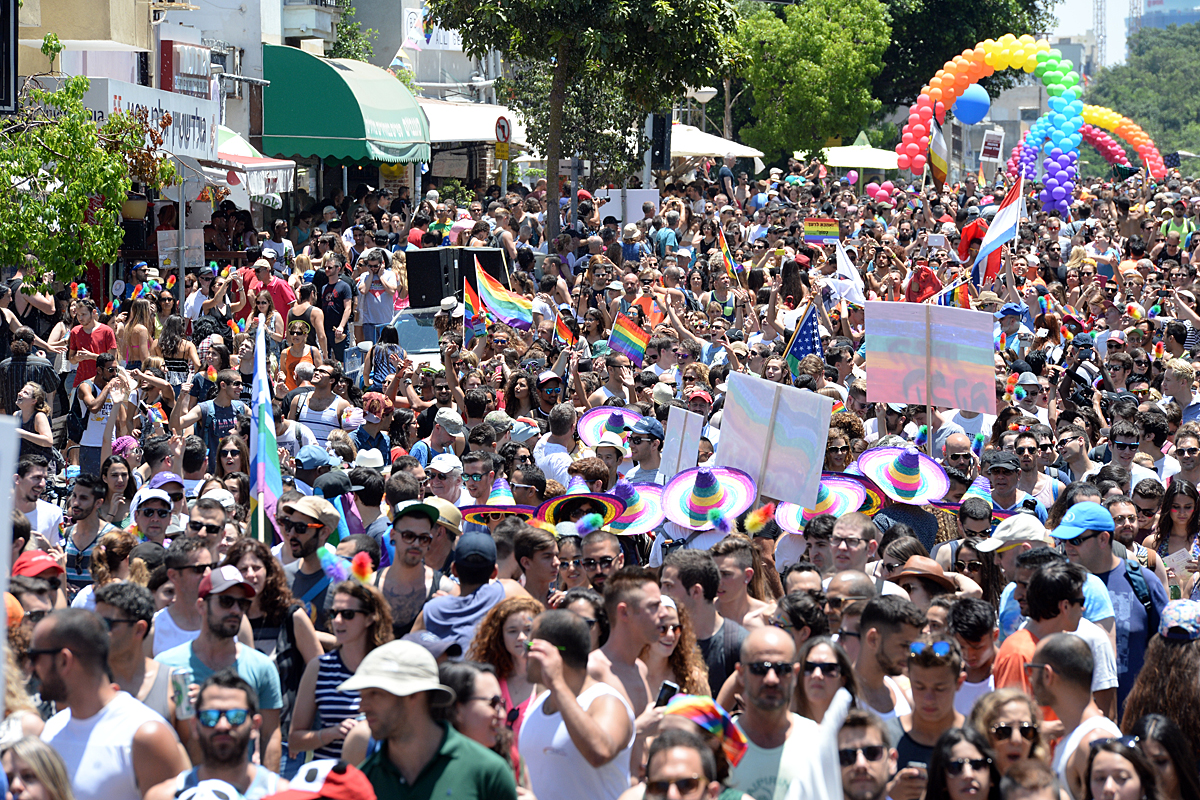
Il pride di Tel Aviv è il più partecipato dell'Asia

Dal 1993 Tel Aviv ospita una parata del pride annuale che attira oltre 260 000 partecipanti, rendendolo così l'evento LGBT con la più ampia partecipazione di tutta l'Asia. Nella settimana dell'11 giugno 2010 si svolsero tre parate; quella principale, parzialmente finanziata dal comune, fu uno degli eventi più grandi di Israele, contando oltre 200 000 partecipanti.
Il 20 giugno 2005 si è svolto il quarto pride a Gerusalemme; la forte presenza di entità religiose ha sempre costituito un ostacolo: inizialmente, il pride era proibito da un'ordinanza municipale poi annullata. Molti capi religiosi musulmani, ebrei e cristiani in una rara convergenza hanno chiesto al governo municipale di revocare il permesso per i pride. Sempre a Gerusalemme era previsto un secondo pride, a carattere internazionale, per l'estate 2005 ma fu poi rimandato al 2006 a causa prima delle tensioni causate dal piano di disimpegno unilaterale israeliano e poi per la guerra del Libano. Fissato finalmente per il 10 novembre 2006, suscitò un'ondata di proteste da parte degli ultraconservatori religiosi e la polizia israeliana firmò una petizione per la sua cancellazione a causa della forte opposizione; si raggiunse una soluzione di compromesso trasformando l'evento in un'assemblea all'interno dello stadio dell'Università Ebraica di Gerusalemme.
Il 21 giugno 2007 l'organizzazione LGBT Jerusalem Open House riuscì apparentemente a poter organizzare un pride nel centro di Gerusalemme dopo che la polizia concesse di impiegare migliaia di agenti a protezione della zona; anche questo evento però venne alla fine cancellato in seguito a uno sciopero dei vigili del fuoco, legato a tutt'altri motivi, che impedì la conclusione dell'iter di concessione dei permessi. L'evento venne rimandato di nuovo anche nel 2014 a causa dell'Operazione Margine di protezione nella striscia di Gaza.

#### Nepal
La parata principale del pride del Nepal si svolge ogni anno il 29 giugno. Altre parate sono organizzate dalle associazioni LGBT Blue Diamond Society e Mitini Nepal. Alter associazioni giovanili organizzano una parata indirizzata principalmente ai più giovani utilizzando terminologie più ampie come queer e MOGAI. L'evento Gai Jatra organizzato dalla Blue Diamond Society nella valle di Kathmandu tecnicamente non viene considerato una parata del pride. Mitini Nepal organizza una parata il 14 febbraio e una parata Queer e Transgender in occasione della Giornata internazionale della donna.

#### Taiwan

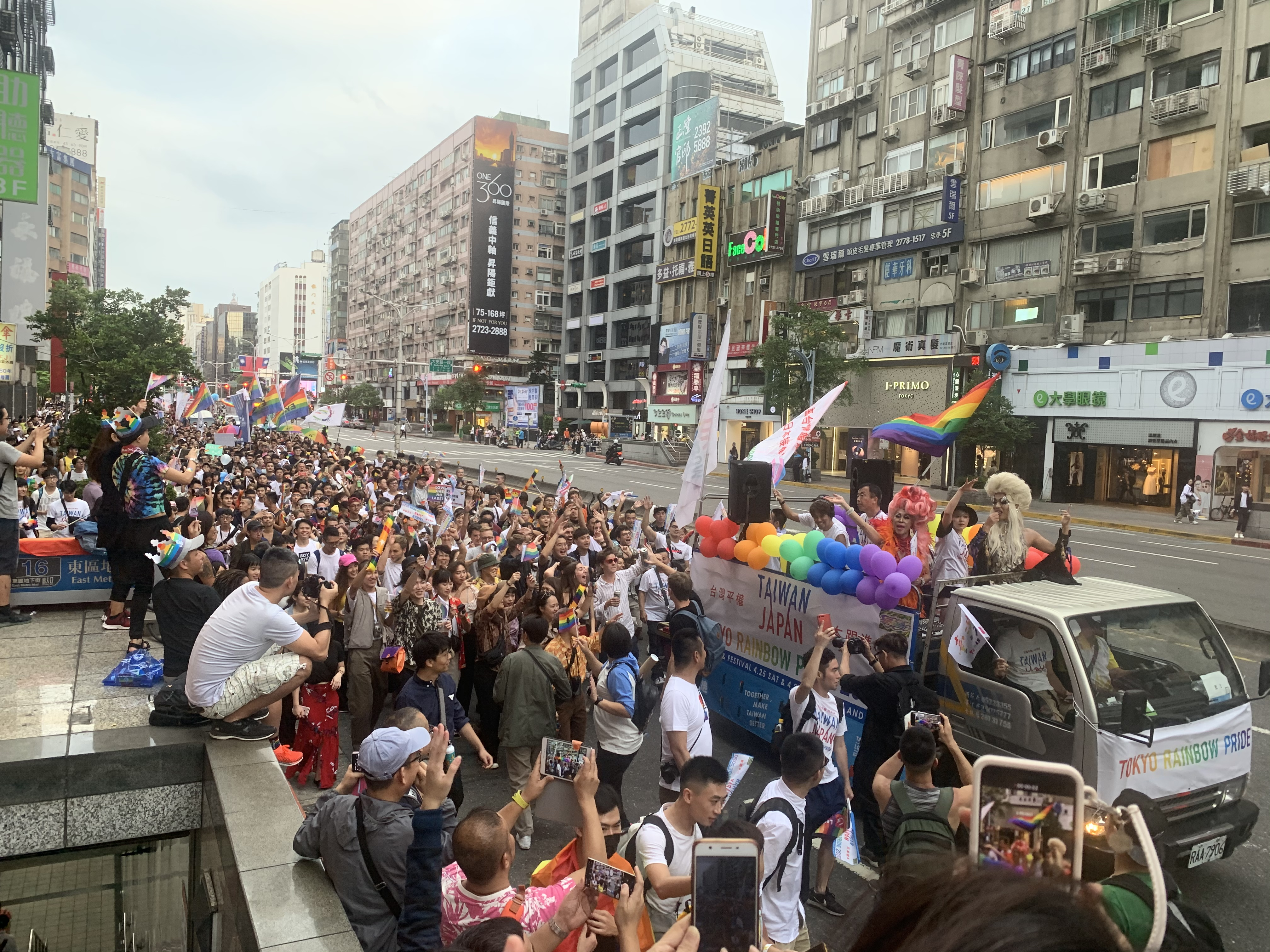
Il pride 2019 di Taiwan a Taipei

Taipei ospita una parata annuale del Pride Parade in ottobre. La prima edizione si svolse il 1º novembre 2003 con circa 1 000 partecipanti; nel 2008 la partecipazione raggiunse le 18 000 persone e a partire da quell'anno il numero dei partecipanti aumentò rapimento e nel 2010, nonostante le condizioni atmosferiche avverse, il corteo contava oltre 30 000 persone. La 17ª edizione del 2019 è stata la prima svoltasi dopo l'approvazione della legge sul matrimonio tra persone dello stesso sesso e ha visto la partecipazione di oltre 200 000 persone, divenendo così l'evento pride più grande del Sud-est asiatico.
A Taiwan il pride si svolge anche nelle città di Kaohsiung, Taichung, Tainan, Yilan, Hsinchu e nella zona orientale.

#### Timor Est
La prima marcia del pride a Timor Est ebbe luogo nella capitale Dili nel 2017.

#### Vietnam
Il primo pride in Vietnam si è svolto il 3 agosto 2012 ad Hanoi con attività al chiuso come proiezioni cinematografiche e presentazioni di lavori di ricerca e con un corteo di biciclette che attirò circa 200 sostenitori della causa LGBT. Da allora i pride nel Vietnam si sono estesi fino a svolgersi in 17 tra città e province del paese durante il primo fine settimana di agosto e con copertura mediatica da parte dei principali media.

### Europa

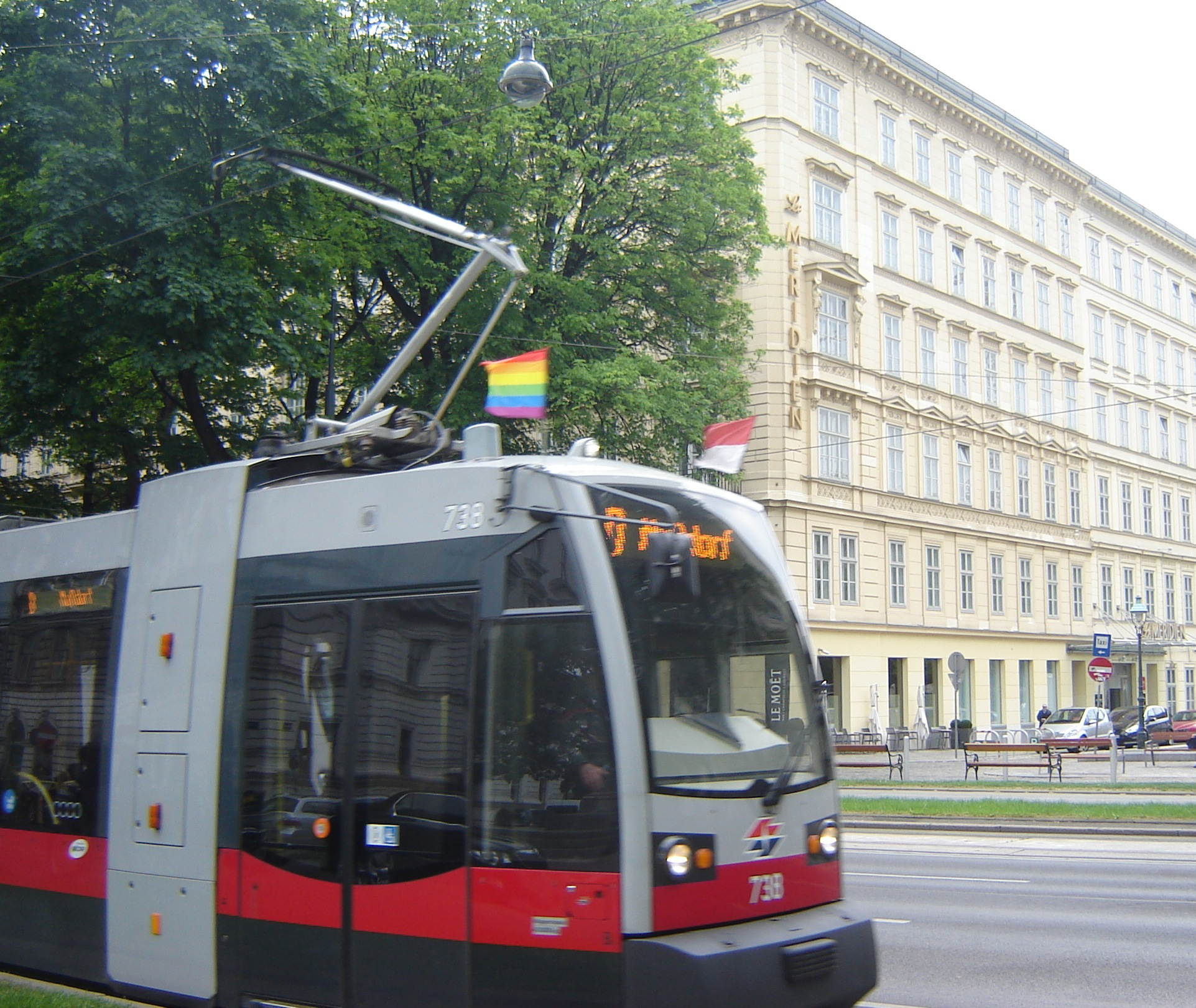
La città di Vienna decora tutti i tram con la bandiera arcobaleno durante tutto il mese precedente il corteo del pride.

#### Bosnia ed Erzegovina
Il primo pride in Bosnia ed Erzegovina ha avuto luogo a Sarajevo l'8 settembre 2019 con lo slogan Ima Izać' (Coming Out); all'evento hanno partecipato circa 4 000 persone, tra cui diplomatici esteri, membri del governo locale e personaggi famosi, circondati da un'imponente presenza delle forze di polizia.

#### Bulgaria
Come nel resto della penisola balcanica, la popolazione della Bulgaria ha un atteggiamento molto conservatore nei confronti dell'orientamento sessuale. Sebbene l'omosessualità sia stata depenalizzata nel 1968 le persone non eterosessuali non godono ancora dell'accettazione sociale. Nel 2003 lo stato ha promulgato alcune leggi a tutela delle persone e delle associazioni LGBT contro le discriminazioni.
Il primo pride si è svolto nel 2008 ma i circa duecento partecipanti furono assaliti da skinhead, che la polizia riuscì a tenere a freno senza che vi fossero vittime. Il pride successivo del 2009, svoltosi sotto lo slogan Rainbow Friendship ("Amicizia arcobaleno") radunò oltre trecento partecipanti e qualche persona dalla Grecia e dal Regno Unito, stavolta senza che si verificassero incidenti. Un terzo pride ebbe luogo con successi nel 2010, con quasi ottocento partecipanti e un concerto all'aperto.

#### Croazia
Il primo pride della Croazia ha avuto come sede la capitale Zagabria il 29 giugno 2002 e da allora si è svolto regolarmente ogni anno. La partecipazione è aumentata gradualmente dalle 350 persone del primo evento fino a raggiungere il massimo di 15 000 partecipanti nel 2013.
A Spalato il primo pride si è svolto l'11 giugno 2011 ma la manifestazione fu disturbata da incidenti e scontri che portarono all'arresto di alcune centinaia di contestatori anti-gay e provocarono l'interruzione dell'evento. Subito dopo, gran parte dei media nazionali prese una netta posizione a favore della comunità LGBT invitando a partecipare all'imminente pride di Zagabria e il 9 giugno 2012 diverse centinaia di persone sfilarono a Fiume, la terza città della Croazia, a sostegno del pride di Spalato. Dopo queste manifestazioni di sostegno, provenienti oltre che dai media anche da personaggi pubblici e politici, il secondo pride di Spalato del 2012 riscosse maggior successo e vide la presenze di cinque ministri del governo e di altre personalità pubbliche. Nel 2013 il corteo si svolse senza alcun incidente e per la prima volta nella storia della Croazia vi partecipò anche il sindaco della città.
A Osijek il primo pride ebbe luogo il 6 settembre 2014 e fu organizzato dall'associazione LGBT locale LiberOs; al corteo, avvenuto senza incidenti, parteciparono oltre 300 persone con la presenza del ministro dell'Economia e di attivisti LGBT serbi e greci.

#### Danimarca
In Danimarca il festival del pride di Copenaghen si svolge tutti gli anni in agosto e dal 1996, anno in cui Copenaghen ospitò l'Europride, ha mantenuto la stessa impostazione. Prima del 1994 le associazioni LGBT nazionali organizzavano marce della libertà simili alle manifestazioni sindacali. Il pride di Copenaghen è un evento festoso e colorato che combina insieme istanze politiche e concerti, film nonché un corteo. Il punto focale è la piazza del municipio in pieno centro cittadino; il pride si apre normalmente il mercoledì della settimana dell'orgoglio omosessuale e ha il suo culmine nella parata del sabato e nel concorso Mr. Gay Danimarca. Nel 2017 parteciparono alla parata circa 25 000 persone con carri e bandiere con altre 300 000 a seguire per la strada.
Un pride più contenuto si svolge ogni anno in giugno anche nella cittadina di Aarhus nello Jutland.

#### Estonia
In Estonia Tallinn è stata la sede del pride del Baltico nel 2011, 2014 e 2017.

#### Finlandia
In Finlandia il primo pride di Helsinki fu organizzato nel 1975 come "Giorno della libertà" e nel tempo è diventato uno dei maggiori pride del Nord Europa, con 20 000-30 000 partecipanti all'anno compresi molti provenienti dalle altre nazioni del Baltico e dalla Russia. Nel corso degli anni vi sono stati alcuni incidenti, il più grave dei quali fu nel 2010 un attacco a base di gas e spray al peperoncino di cui furono vittime una trentina di partecipanti tra cui alcuni bambini e per il quale vennero in seguito arrestati come responsabili tre uomini.
Oltre a Helsinki organizzano un proprio pride anche le città di Tampere, Turku, Lahti, Oulu e Rovaniemi; la piccola cittadina di Kangasniemi in Savonia 5 000 abitanti) ha ospitato il suo primo pride nel 2015.

#### Francia

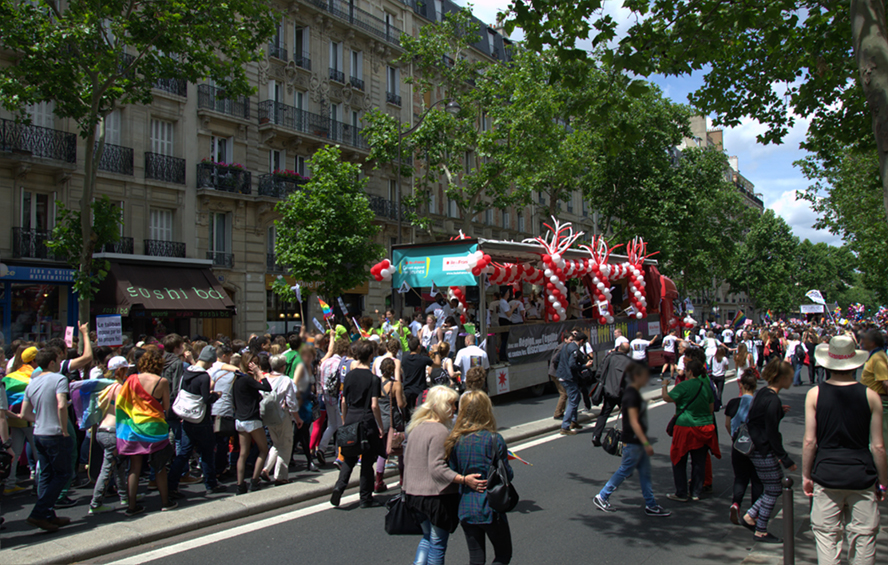
Il pride di Parigi

Parigi è sede del pride annuale ogni ultimo sabato di giugno, con una partecipazione di oltre 800 000 persone.
Il pride si svolge anche in molte altre località tra cui: Amiens, Angers, Biarritz, Bayonne, Bordeaux, Caen, Gap, Le Mans, Lilla, Lione, Marsiglia, Metz, Montpellier, Orléans, Nancy, Nantes, Nizza, Rennes, Rouen, Strasburgo, Tolosa e Tours.

#### Germania

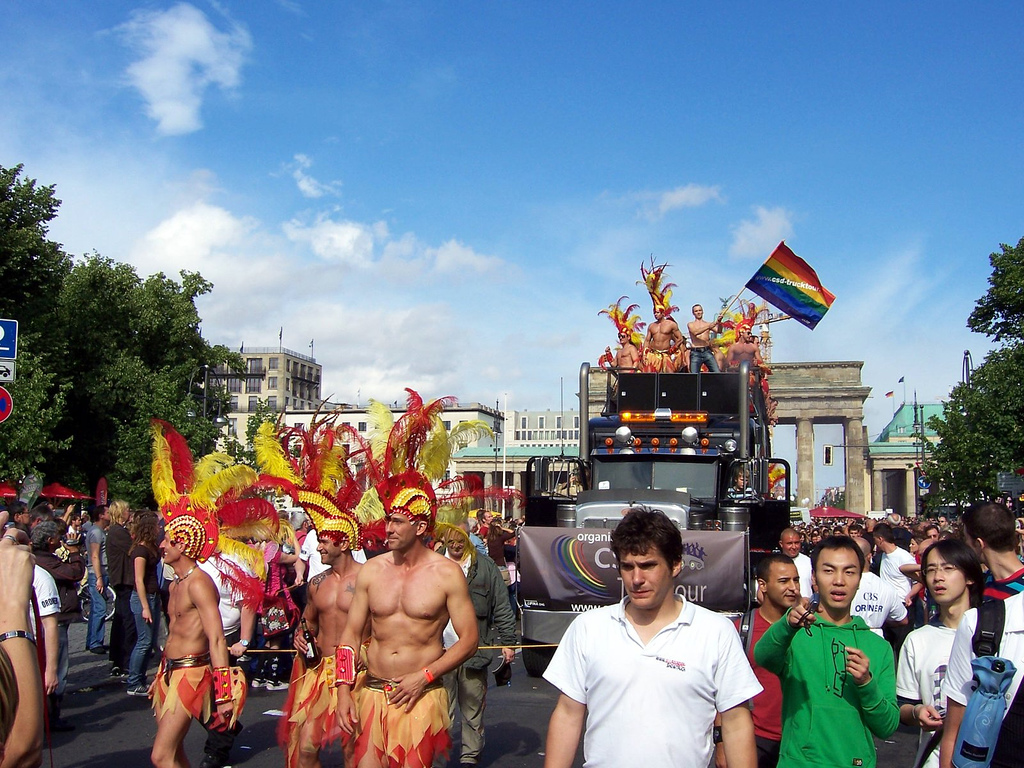
Pride di Berlino del 2015

In Germania, sia Berlino che Colonia definiscono i loro pride tra i più grandi d'Europa. Entrambe hanno ospitato il primo Giorno della libertà gay il 30 giugno 1979. Il pride di Berlino ora si tiene annualmente l'ultimo sabato di luglio mentre a Colonia la parata vera e propria, che si svolge la domenica del primo fine settimana di luglio, è preceduta da due settimane di eventi culturali e da un corteo alternativo una settimana prima. In Germania i pride sono spesso chiamati anche Christopher Street Days, con esplicito riferimento alla strada in cui si trovava lo Stonewall Inn.

#### Grecia
In Grecia durante gli anni ottanta e novanta vi furono vari tentativi di organizzare un pride ma fu solo nel 2005 che il pride di Atene assunse una forma regolare, svolgendosi ogni giugno nel centro cittadino.
A partire dal 2012 un secondo pride si svolge ogni anno anche a Salonicco, sempre nel mese di giugno, a cui si sono aggiunti nel 2015 e 2016 i pride rispettivamente di Creta e Patrasso.

#### Groenlandia
In Groenlandia il primo pride si è svolto a Nuuk a maggio 2010 con oltre 1 000 partecipanti e da allora si ripete ogni anno nel quadro del festival Nuuk Pride.

#### Irlanda
In Irlanda il Dublin Pride Festival si svolge nella capitale Dublino a giugno.
Il festival prevede una parata che normalmente si snoda da O'Connell Street a Merrion Square con una partecipazione di migliaia di persone. Il festival ha aumentato la sua popolarità dopo il referendum del 2015 che sancì l'approvazione dei matrimoni tra persone dello stesso sesso.

#### Islanda
In Islanda il pride di Reykjavík si svolge dal 1999 ogni anno a inizio agosto e vede la partecipazione di 100 000 persone pari a un terzo dell'intera popolazione del Paese.

#### Italia

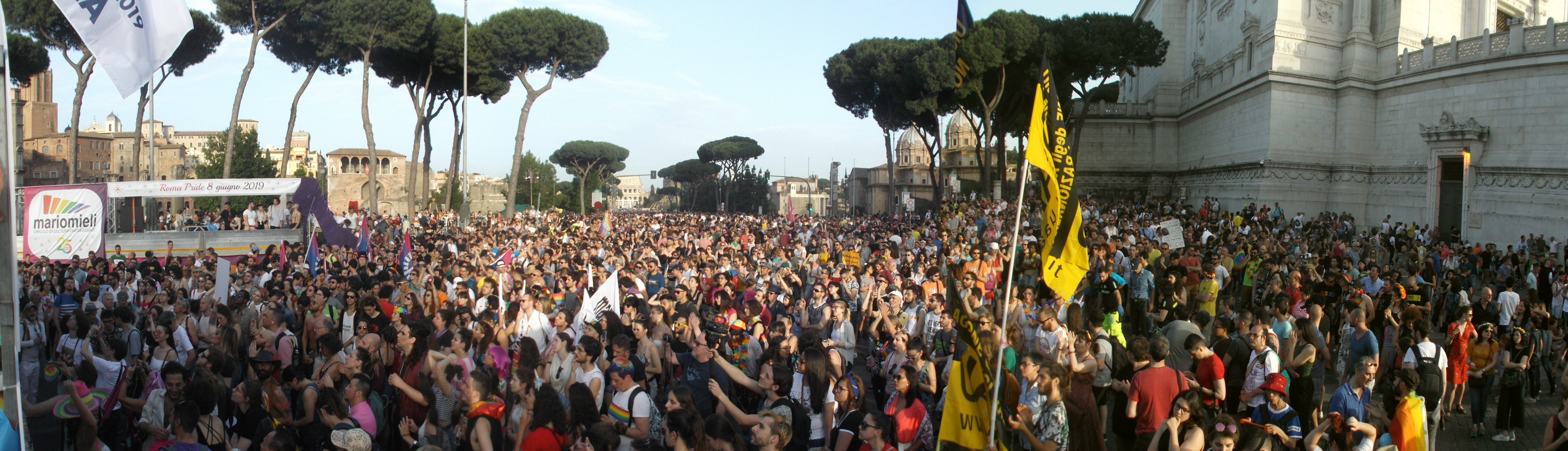
Panoramica dei circa 50000 partecipanti al Roma Pride 2019

La prima manifestazione pubblica da parte della comunità LGBT in Italia ebbe luogo il 5 aprile 1972 a Sanremo, per protesta contro il "Congresso internazionale sulle devianze sessuali" organizzato dal Centro italiano di sessuologia, di ispirazione cattolica. Alla manifestazione parteciparono una quarantina di persone appartenenti alle associazioni omosessuali aderenti: il Front homosexuel d'action révolutionnaire (FHAR) francese, il Movement Homosexuel d'Action Révolutionnaire (MHAR) belga, il Gay Liberation Front britannico, l'Internationale Homosexuelle Révolutionnaire (IHR), di recente costituzione, e il Fuori! italiano. Tra gli esponenti italiani figurarono Angelo Pezzana, Mario Mieli, Marco Venturi, Marco Quattrocchi e Alfredo Cohen. Vi partecipò anche Françoise d'Eaubonne e Roberto Marino.
Il primo evento specificamente legato alle celebrazioni internazionali del gay pride fu il sesto congresso del Fuori! svoltosi a Torino, che prevedeva anche una settimana di film a tematica omosessuale, tra 19 e il 25 giugno del 1978. Gli episodi di violenza contro gli omosessuali erano frequenti: nell'estate del 1979 due ragazzi gay erano stati uccisi a Livorno. Il 24 novembre dello stesso anno il collettivo Orfeo organizzò a Pisa la prima marcia contro la violenza omofoba a cui parteciparono circa 500 gay e lesbiche alla manifestazione; questa rimarrà la manifestazione LGBT a più alta partecipazione fino al 1994, anno in cui si svolse primo Gay Pride nazionale ufficiale.
Il 28 giugno 1981 presso Villa Giulia a Palermo si svolse una "festa dell'orgoglio omosessuale" organizzata dal locale circolo ARCI Gay, il primo a usare questa denominazione, su iniziativa del sacerdote Marco Bisceglia, anche in questo caso come reazione all'omicidio di due giovani a Giarre direttamente collegato alla loro relazione omosessuale.
Il primo Gay Pride nazionale ufficiale si svolse nel 1994, a Roma, organizzato dal Circolo di cultura omosessuale Mario Mieli con l'accordo dell'Arcigay. Tra gli organizzatori vi erano Imma Battaglia e Vladimir Luxuria. Alla marcia parteciparono oltre diecimila persone e vi presero parte l'europarlamentare tedesca Claudia Roth, promotrice della risoluzione europea per i diritti degli omosessuali, ed esponenti del Partito Radicale, tra cui il sindaco di Roma Francesco Rutelli.
L'iniziativa venne ripetuta nel 1995 a Bologna e nel 1996 a Napoli. Nel 1997, in seguito agli aperti contrasti tra il Circolo Mario Mieli e l'Arcigay, si svolsero due Pride nazionali, uno a Roma (organizzato dal Circolo Mario Mieli) e l'altro a Venezia (organizzato da Arcigay e Arcilesbica). Il doppio evento, ripetutosi anche negli anni successivi, ebbe come conseguenza un calo nella partecipazione complessiva che raggiunse il minimo nel 1999.
In concomitanza con il giubileo del 2000, Arcigay rinunciò a organizzare il suo pride a favore del World Pride in preparazione a Roma da parte del Circolo Mario Mieli. Un attacco diretto da parte delle gerarchie cattoliche contrarie alla manifestazione favorì il ricompattamento di tutte le organizzazioni LGBT e il World Pride di Roma dell'8 luglio 2000 vide una partecipazione record per l'Italia, stimata in oltre 500 000 persone ("Siamo un milione!" fu la cifra annunciata da Imma Battaglia dal palco della manifestazione). All'evento presero parte molti personaggi di fama internazionale tra cui Gloria Gaynor, i Village People, RuPaul e Geri Halliwell.
Da allora i pride nazionali si svolsero regolarmente ospitati ogni anno in una città diversa: sedi dell'evento, oltre a Roma, furono Milano, Padova, Bari, Grosseto, Torino, Bologna, Genova, Napoli e Palermo. Un'altra partecipazione record si raggiunse il 17 giugno 2007, sempre a Roma, una settimana dopo la manifestazione del Family Day organizzata in chiave anti-LGBT da parte di gruppi cattolici conservatori con l'appoggio della Chiesa: anche in questo caso la partecipazione fu stimata in 500 000 persone, superiore a quella del Family Day.
L'11 giugno 2011 Roma fu sede del 18º EuroPride che coinvolse di nuovo centinaia di migliaia di persone (1 milione secondo alcune stime) con la partecipazione di Lady Gaga, che tenne un discorso a sostegno del movimento LGBT dal palco della manifestazione al Circo Massimo.
Nel 2013 l'ultimo Pride nazionale si tenne a Palermo, con la partecipazione di oltre 100 000 persone. Per la prima volta, la parata fu aperta, tra gli altri, dalla presidente della Camera (Laura Boldrini) e dalla ministra delle Pari Opportunità (Josefa Idem). Inoltre, per l'occasione, è stato istituito il Pride Village più grande d'Europa, con 300 000 presenze registrate.
Dal 2014, i pride vengono organizzati in modo itinerante secondo la formula dell'Onda Pride, un meccanismo che prevede nel periodo tra giugno e agosto una serie di pride cittadini e regionali a copertura dell'intero territorio nazionale. Il primo anno le città coinvolte sono state 13: Alghero, Bologna, Catania, Lecce, Milano, Napoli, Palermo, Perugia, Torino, Venezia e Roma. Il 19 aprile 2017 si è svolto il primo pride in Basilicata.
Nel 2019 le città coinvolte nell'Onda Pride divennero 41: Vercelli, Verona, Taranto, Bergamo, Padova, Salerno, Alessandria, Perugia, Modena, Roma, Pavia, Trieste, Messina, Ancona, Avellino, Brescia, Vicenza, Varese, Torino, Genova, Siracusa, Bologna, Napoli, Milano, Frosinone, Catania, Bari, Treviso, Palermo, Pisa, Cagliari, Asti, Brianza, Matera, Rimini, Reggio Calabria, Campobasso, Gallipoli, Sorrento, Monza, Novara e Aversa. L'8 giugno 2019 si è tenuta la 25ª edizione del Roma Pride, con la partecipazione di circa 700 000 persone.
Nel 2020 e 2021, a causa della pandemia di COVID-19 tutti i pride, come la stragrande maggioranza delle manifestazioni e feste, sono stati annullati, per far rispettare le regole del distanziamento sociale. Fa eccezione il Brianza Pride, tenutosi a Monza in maniera statica e calmierata sia nel 2020 che nel 2021. L'Onda Pride è quindi ritornata nel 2022, coinvolgendo circa 39 città: Sanremo, Cremona, Monza, Cuneo, Bergamo, Roma (con circa 900mila persone), Genova, Novara, Lecco, Livorno, Varese, Torino, Pesaro, Dolo Riviera, Teramo, Perugia, Bologna, La Spezia, Albano Laziale, Ragusa, Aversa, Alcamo, Milano, Napoli, Lecce, Sassari, Catania, Brescia, Como, Viterbo, Palermo, Asti, Siracusa, Messina, Alessandria, Rimini, Reggio Calabria, Mercogliano e Aosta. Dal 6 al 9 ottobre 2022 Torino ha ospitato l'Assemblea Generale di EPOA (European Pride Organisers Association), prima volta per una città italiana.
Nel 2024 i Pride in Italia sono tornati a tutti gli effetti a riempire le strade di moltissime città, superando il numero di 60 Pride, con il primo organizzato a Sanremo il 6 aprile 2024, e l'ultimo ad Aosta il 12 ottobre 2024.

#### Lettonia
Il primo pride della Lettonia si svolse il 22 luglio 2005 nella capitale Riga, circondato da contestatori e con l'aperta opposizione sia delle autorità municipali che dell'allora primo ministro Aigars Kalvītis; la manifestazione però fu autorizzata dal tribunale. L'anno successivo, i partecipanti al pride vennero assaliti dai contestatori e l'incidente suscitò la protesta del Parlamento europeo contro le autorità lettoni, accusate di non aver garantito la protezione adeguata per lo svolgimento della manifestazione.
Nel 2007, anche in seguito alle pressioni internazionali, si svolse un altro Pride a Riga con 4 500 partecipanti protetti dai contestatori da 1 500 agenti della polizia di stato. Al termine della manifestazione vennero esplosi due colpi di arma da fuoco senza conseguenze contro alcuni partecipanti mentre salivano sugli autobus per il rientro e la polizia arrestò per questo un uomo e suo figlio.
Al pride del 2008, svoltosi sotto al castello di Riga, i partecipanti ricevettero un messaggio di sostegno dal presidente della repubblica. La zona però venne mantenuta isolata da un cordone di polizia (alcuni partecipanti ebbero problemi a entrare nell'area) e circa 300 contestatori "No Pride" furono tenuti a distanza dietro a barricate erette appositamente dalla polizia, che poi scortò in bus i partecipanti fino alla stazione centrale.
Nel 2009 avvenne il lancio del Pride del Baltico annuale e Riga fu scelta come sede per la prima edizione; la manifestazione, come quelle successive si svolse senza incidenti di rilievo. Anche il Pride del Baltico del 2012 si svolse a Riga e all'evento parteciparono anche l'ambasciatore degli Stati Uniti in Lettonia, Judith Garber e il ministro degli esteri lettone Edgars Rinkēvičs.
Nel 2015, Riga fu la sede dell'Europride, con circa 5 000 partecipanti e una cinquantina di eventi culturali e ricreativi.
Il Pride del Baltico tornò a Riga nel 2018, in coincidenza con il centenario dell'indipendenza della Lettonia e degli altri Stati Baltici, con una partecipazione stimata di 8 000 persone. La parata si svolse il 9 giugno, penultimo dei cento giorni dei festeggiamenti per il centenario.

#### Lituania
Il primo pride in Lituania si svolse nel 2010 a Vilnius, scelta come sede per il secondo Pride del Baltico; assieme ai manifestanti locali parteciparono circa 300 persone provenienti da altri paesi, con quasi un migliaio di poliziotti a garantire la sicurezza. Vilnius ha ospitato il Pride del Baltico anche nel 2013 e 2016, con circa 3 000 partecipanti in entrambe le occasioni, e nel 2019, quando la partecipazione stimata raggiunse le 10 000 persone.

#### Paesi Bassi

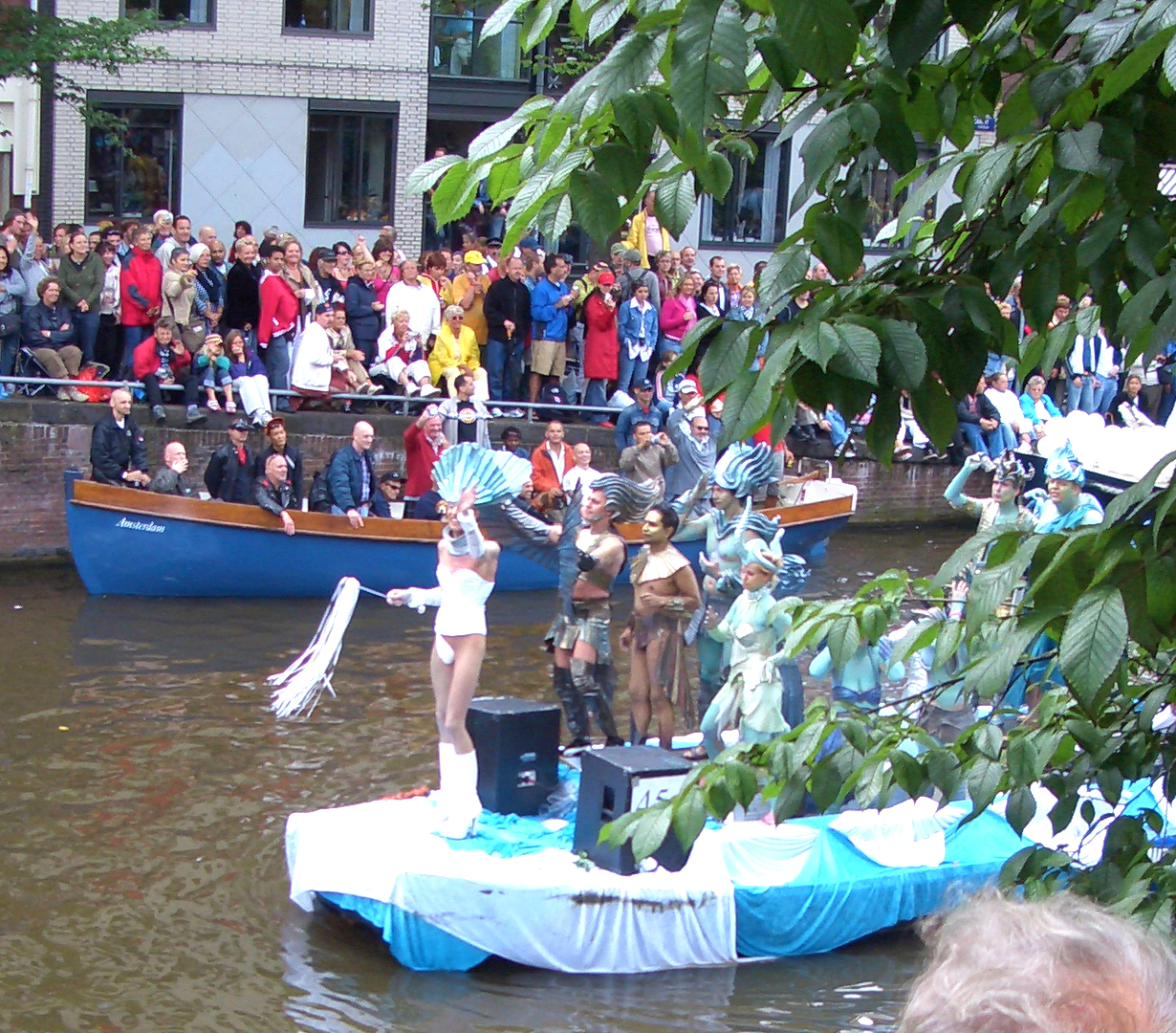
Ad Amsterdam il pride si svolge sui canali cittadini

Ad Amsterdam, nei Paesi Bassi, il Pride si svolge fin dal 1996. L'evento dura un intero fine settimana e prevede concerti, manifestazioni sportive, feste in strada e soprattutto il Canal Pride, la sfilata su barche lungo i canali della città. Nel 2008 tre ministri sfilarono su una barca a loro dedicata in rappresentanza dell'intero governo, oltre al sindaco di Amsterdam Job Cohen, alla presenza di circa 500 000 visitatori. Sempre nel 2008 per la prima volta due grandi aziende olandesi, ING Groep e TNT N.V., sponsorizzarono l'evento.
Dopo Amsterdam il pride più importante è quello di Utrecht, anche qui con una sfilata su barche, organizzato ogni anno a partire dal 2017. Anche nelle altre città principali del resto del paese vengono organizzati pride di dimensioni più contenute.

#### Polonia

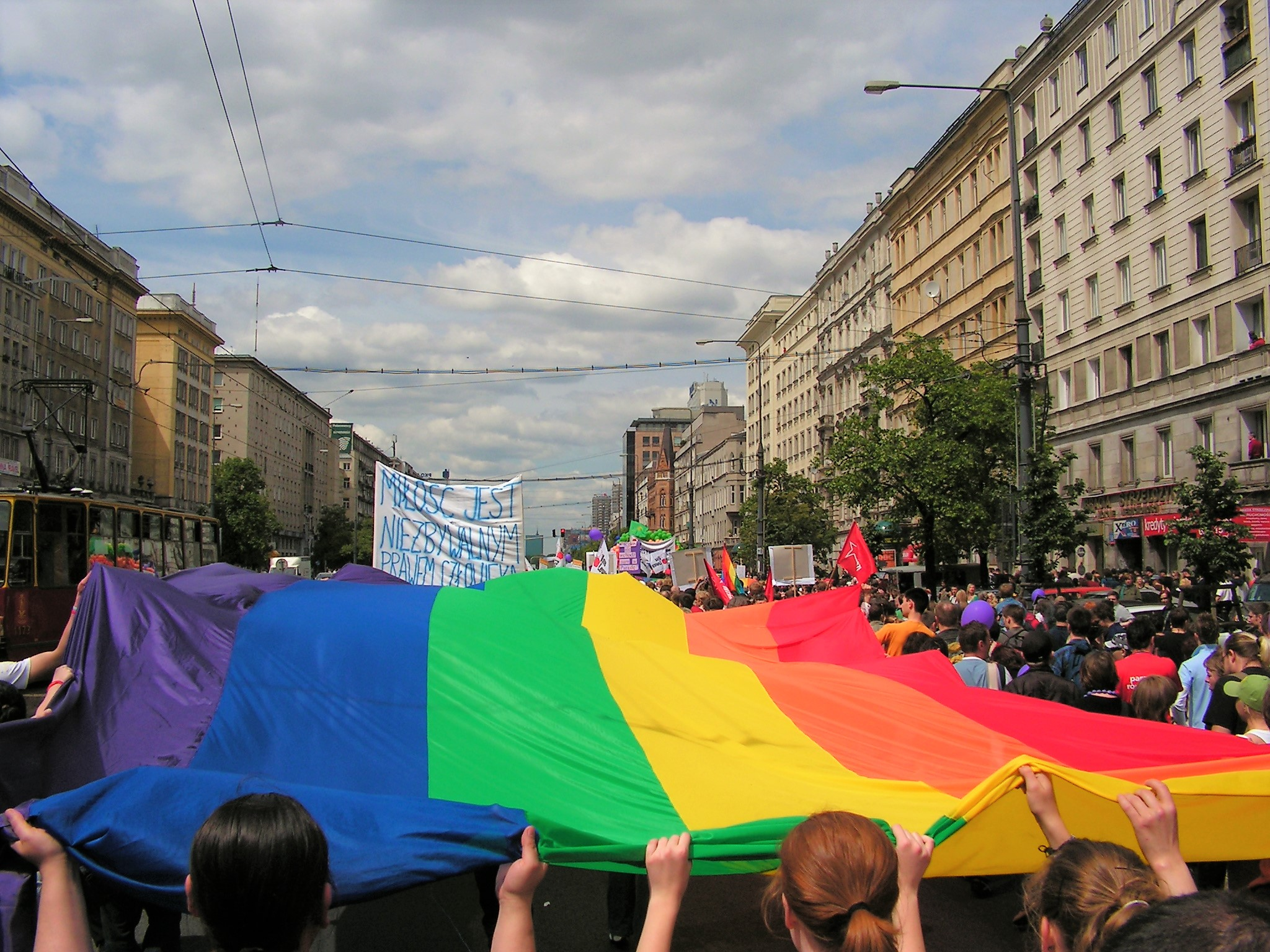
Pride di Varsavia del 2006

Il più longevo pride della Polonia è quello di Varsavia, organizzato dal 2001. Nel 2005 le autorità locali, compreso l'allora sindaco Lech Kaczyński, vietarono la manifestazione che però si svolse comunque. La Convenzione europea per la salvaguardia dei diritti dell'uomo e delle libertà fondamentali dichiarò il divieto una violazione ai diritti umani fondamentali dell'Europa. All'evento del 2008 parteciparono oltre 1 800 persone che divennero 8 000 nel 2010 quando Varsavia fu sede dell'Europride. Il pride del 2019 ha avuto 80 000 partecipanti.
Il pride si svolge anche in altre città polacche: Cracovia, Łódź, Poznań, Danzica, Toruń, Breslavia, Lublino, Częstochowa, Rzeszów, Opole, Zielona Góra, Konin, Bydgoszcz, Stettino, Kalisz, Koszalin, Olsztyn, Kielce, Gniezno, Katowice, Białystok, Radomsko.

#### Portogallo
In Portogallo il pride di Lisbona, noto come Marcha do Orgulho LGBTI+, si svolge ogni anno dal 2000 e a Porto dal 2006.
Nel 2017 Funchal ospitò il primo pride dell'isola di Madera.

#### Russia

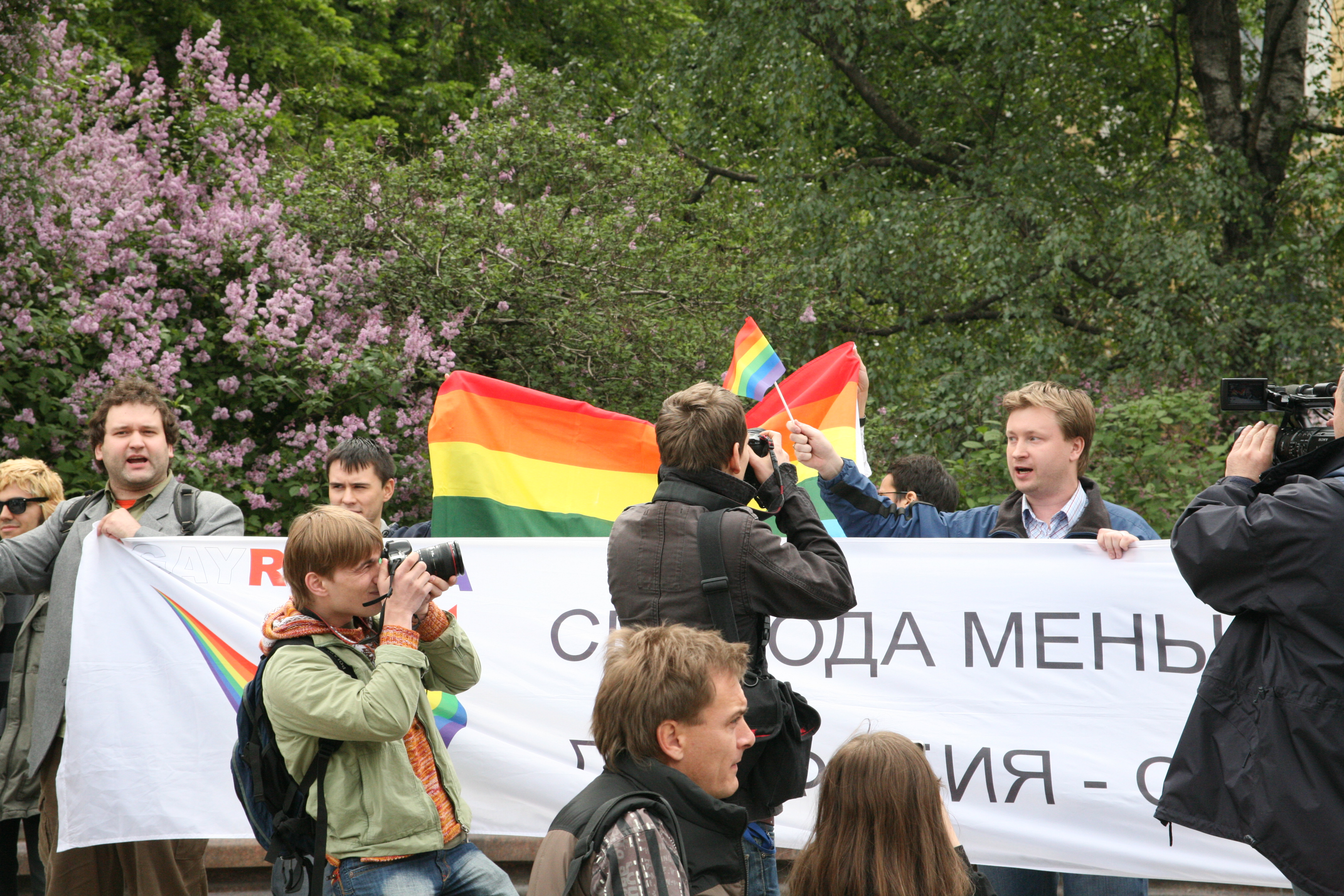
Proteste durante il pride di Mosca del 2008

In Russia i pride sono vietati dalle autorità cittadine di Mosca e San Pietroburgo a causa della forte opposizione da parte dei leader politici e religiosi: il sindaco di Mosca Jurij Lužkov ha definito la proposta di un pride cittadino come "satanica". I tentativi di svolgere queste manifestazioni sono sfociati in scontri tra i manifestanti e i contestatori, con la polizia alquanto inerte nel tentare di mantenere separate le due parti e attiva nel disperdere i manifestanti. Nel 2007 anche l'attivista britannico Peter Tatchell fu aggredito. A maggio 2009, durante l'Eurovision Song Contest, la polizia ebbe un ruolo più attivo arrestando i partecipanti al tentativo di pride. La Corte europea dei diritti dell'uomo ha dato tempo alla Russia fino al 20 gennaio 2010 perché portasse una giustificazione per il divieto alle parate del pride del 2006, 2007 e 2008. Nel giugno 2012, i tribunali di Mosca hanno stabilito per i successivi cento anni il divieto di svolgimento di parate del pride.

## Simboli
Il simbolo con maggior importanza del "Pride" è la bandiera arcobaleno, anche nota come Rainbow Flag, creata nel 1978 dall'artista queer di San Francisco Gilbert Baker.